# Johann Behlen
Johann Behlen (né le 11 septembre 1882 à Hoheliet près de Westerstede et mort le 18 mai 1950 à Oldenbourg) est un professeur d'allemand et homme politique (NSDAP) de 1933 à 1934, président du parlement oldenbourgeois (de).

## Carrière
Behlen est le fils du petit fermier Friedrich Behlen. De 1897 à 1901, il étudie au séminaire protestant des instituteurs d'Oldenbourg (de). Depuis le 10 avril 1901, il est instituteur à Oberlethe. Après son service militaire (1902-1903), il est employé comme enseignant du secondaire à Halsbek en octobre 1903 et passe le 2e examen pour devenir professeur principal en 1905. En mai 1906, il devient professeur principal à Jeddeloh II et en mai 1910 à Weserdeich. À partir d'octobre 1911, il est également professeur à l'école de perfectionnement de Berne. Lorsque la Première Guerre mondiale éclate en 1914, Behlen est initialement libéré, mais travaille plutôt pour l'aide à la guerre et donne également des conférences historiques, entre autres. D'avril 1916 à juin 1918, il prend part à la guerre, plus récemment en tant que commandant de compagnie dans le 91e régiment d'infanterie (de). Après la guerre, il enseigne de nouveau à l'école de Weserdeich.
En raison de l'expérience de la guerre et de son attitude conservatrice de droite, il se lance dans la politique, adhère au Parti populaire allemand (DVP) et est élu président du groupe local de Stedingen (de) en janvier 1919. De 1920 à 1923 et de nouveau à partir de 14 mars 1924, lorsqu'il remplace Friedrich Lohse (de) à la retraite, il est jusqu'en 1925 membre du parlement oldenbourgeois (de). Par la suite, Behlen, qui se caractérise par un certain comportement et une confiance en soi prononcée, rejoint d'abord le Parti national du peuple allemand (DNVP), plus à vocation nationale. Converti au NSDAP en décembre 1930. Le 1er février 1931, il rejoint également la Nationalsozialistischer Lehrerbund (NSLB). De 1932 à 1933, Behlen est de nouveau membre du parlement national-socialiste désormais majoritaire. En juin 1932 sous le nouveau ministre-président Carl Röver, il est le 2e vice-président. Lors de la première réunion après le début de la mise au pas le 23 mai 1933, lorsque les parlements d'État sont reconstitués sur la base du nombre de voix exprimées lors de l'élection du Reichstag de 5 mars 1933, Behlen est alors élu président du parlement de l'état. Il garde cette fonction jusqu'à la dissolution du parlement de l'état avec la loi sur la reconstruction de l'empire du 30 janvier 1934.
Bien qu'il soit un homme politique expérimenté et, avec plus de 1000 discours, en tant qu'orateur zélé de la propagande du Gau pour le NSDAP à Oldenbourg, Behlen ne fait pas partie du cercle restreint autour de Carl Röver, son adjoint Georg Joel, et les autres représentants du gouvernement de l'État libre d'Oldenbourg Julius Pauly et Heinz Spangemacher (de). Il n'a pas non plus occupé d'autres fonctions politiquement importantes après sa nomination comme Gauabteilungsleiter le 1er décembre 1934. Depuis le 1er novembre 1933, Behlen occupe le poste de directeur de l'école de filles d'Oldenburg-Osternburg, et le 1er janvier 1934, il est confirmé comme directeur.
La carrière politique de Behlen prend fin avec la fin du régime national-socialiste. En 1945, il est renvoyé de l'enseignement et interné dans le camp de Fallingbostel (de). Au cours de la dénazification, il est classé dans plusieurs procédures jusqu'en 1949 comme "promoteur important du national-socialisme" dans la catégorie III ("Minderbelasteter").

## Famille
Behlen se marie le 17 avril 1906 avec Margarethe née Evers (1887-1953). Le mariage donne naissance à un fils et une fille.